# Zhuanxu

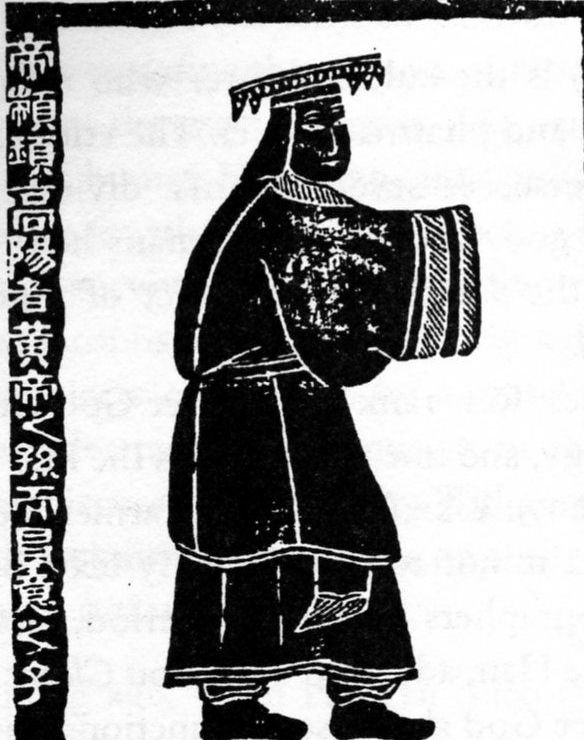
Imperador Zhuanxu. Muralismo da Dinastia Han.

Zhuanxu (chinês tradicional: 顓頊; chinês simplificado: 颛顼; Pinyin: Zhuānxū), também conhecido como Gaoyang (高陽), foi um monarca da China antiga.
Neto do Imperador Amarelo, Zhuanxu conduziu o clã Shi em sua migração para o leste, onde hoje fica a província de Shandong. Lá, ocorreram casamentos com o clã Dongyi, fazendo com que a influência tribal daquele aumentasse. Aos vinte anos de idade, tornou-se imperador, reinando por setenta e oito anos até sua morte.
Ele fez grandes contribuições na construção de um calendário unificado, na astrologia e, com relação à religião, fez reformas para se opor ao xamanismo, apoiando o sistema patriarcal (em oposição ao matriarcal anterior), e proibiu o casamento entre pessoas com parentesco muito próximo. Zhuanxu é considerado, por muitos, um dos Cinco Imperadores.